# Don Galloway
Don Galloway, de son vrai nom Donald Poe Galloway, est un acteur, journaliste et scénariste américain né le 27 juillet 1937 à Brooksville (Kentucky) et mort le 8 janvier 2009 à Reno (Nevada). Il est surtout connu pour son rôle du sergent Ed Brown dans la série L'Homme de fer (1967-1975).

## Biographie
Fils de Malee Poe et de Paul Smith Galloway, un entrepreneur , Don commence sa carrière à New York en 1962 en jouant Kip Rysdale dans le Soap Opera The Storm. Remarqué par un imprésario, il signe un contrat de plusieurs années avec les studios Universal en 1963. Il joue ensuite dans les séries produites par ce même studio. En 1967, il partage la vedette avec Raymond Burr dans la série à succès L'Homme de fer.

Si l'acteur sera l'un des visages les plus réguliers de la télévision durant les trois décennies suivantes, il délaissera peu à peu le métier de comédien après avoir tout de même participé à plus d'une soixantaine de séries dont certaines très célèbres comme Dallas, Arabesque, MacGyver, K 2000 ou encore L'Île fantastique.

## Vie privée
Après 1993, partageant les points de vue politiques Libertariens, il s'installe à Hooksett dans le New Hampshire en devenant journaliste pour le Manchester Union Leader après sa carrière d'acteur. Il disparaîtra en début d'année 2009 à Reno à la suite de complications cardiaques.

## Filmographie

### Cinéma
- 1966 : Rancho Bravo (The Rare Breed) de Andrew V. McLaglen : Jamie
- 1967 : Le Shérif aux poings nus (Gunfight in Abilene) de William Hale : Ward Kent
- 1967 : Les Détrousseurs (Ride to Hangman's Tree) de Alan Rafkin : Nevada Jones
- 1967 : Violence à Jericho (Rough Night in Jericho) de Arnold Laven : Jace
- 1968 : Il était une fois dans l'Ouest (C'era una volta il west) de Sergio Leone : Membre du gang de Frank
- 1969 : The Vendors de Bobby Darin : Rôle sans nom
- 1982 : Les Yeux du cauchemar (Satan's Mistress) de James Polakof : Carl
- 1983 : Les Copains d'abord (The Big Chill) de Lawrence Kasdan : Richard
- 1988 : À fleur de peau (Two Moon Junction) de Zalman King : Sénateur Delongpre
- 1989 : Une chance pour tous (Listen to Me) de Douglas Day Stewart : Coach d'Harvard
- 1994 : Clifford de Paul Flaherty : Capitaine
- 1995 : The Doom Generation de Gregg Araki : L'homme du FBI

### Télévision
- 1962-1963 : The Storm (série TV) : Kip Rysdale
- 1963 : Suspicion (The Alfred Hitchcock Hour) (série TV) : Al Aguilar
- 1963 : Le Virginien (The Virginian) (série TV) : Jack Henderson
- 1963 : The Aggressor Force (téléfilm) de William Corrigan : Younger
- 1963-1964 : Arrest and Trial (série TV) : Mitchell Harris
- 1964-1965 : Tom, Dick and Mary (série TV) : Docteur Tom Gentry
- 1965 : La Grande Caravane (Wagon Train) (série TV) : Virgil Earp
- 1965 : Convoy (série TV) : Craig
- 1966 : The John Forsythe Show (série TV) : Colonel Charles Craig
- 1966 : Match contre la vie (Run for Your Life) (série TV) : Gordon Von Rhine
- 1966 : 12 O'Clock High (série TV) : Capitaine Bruce Cowley
- 1966 : Le Virginien (The Virginian) (série TV) : Jim Tyson
- 1967 : L'Homme de fer (Ironside) (téléfilm) de James Goldstone : Sergent Ed Brown
- 1967-1975 : L'Homme de fer (Ironside) (série TV) : Sergent Ed Brown
- 1970 : Docteur Marcus Welby (Marcus Welby, M.D.) (série TV) : Bill Hull
- 1971 : Love, American Style (série TV) : Kevin Douglas
- 1972 : The Bold Ones: The New Doctors (série TV) (2 épisodes) : Sergent Ed Brown
- 1972 : Lieutenant Schuster's Wife (téléfilm) de David Lowell Rich : Lieutenant Danny Reilly
- 1972 : The Child is Mine (téléfilm) de Gloria Monty : Martin Tatcher
- 1973 : L'Homme qui s'appelait Jean (Portrait: A Man Whose Name Was John) (téléfilm) de Buzz Kulik : Monseigneur Thomas Ryan
- 1973 : Love, American Style (série TV) : Dick
- 1975 : You Lie So Deep, My Love (téléfilm) de David Lowell Rich : Neal Collins
- 1975 : Get Christie Love ! (série TV) : Marty Hazard
- 1975 : Medical Story (série TV) : Docteur Kendrick
- 1975 : Movin'On (série TV) : Sergent Harris
- 1975 : Sergent Anderson (Police Woman) (série TV) : Lieutenant Buckles
- 1975 : Docteur Marcus Welby (Marcus Welby, M.D.) (série TV) : Jack Hartley
- 1976 : Médecins d'aujourd'hui (Medical Center) (série TV) : Martin
- 1976 : Le Nouvel Homme invisible (Gemini Man) (série TV) : John Hiller
- 1977 : La Légende de James Adams et de l'ours Benjamin (The Life and Times of Grizzly Adams) (série TV) : Pinkerton
- 1977 : Cover Girls (téléfilm) de Jerry London : James Andrews
- 1978 : Sergent Anderson (Police Woman) (série TV) : Lieutenant Buckles
- 1978 : Ski Lift to Death (téléfilm) de William Wiard : Ron Corley
- 1978 : Vegas (série TV) : Brad Thomas
- 1978 : Drôles de dames (Charlie's Angels) (série TV) : John Gorman
- 1978 : Once Upon a Starry Night (téléfilm) de Jack Hively : Sam
- 1979 : Mork and Mindy (Mork & Mindy) (série TV) : L'homme du FBI
- 1979 : Hizzonner (série TV) : Donald Timmons
- 1979 : Pour l'amour du risque (Hart to Hart) (série TV) : Mike Dodson
- 1980 : Condominium (série TV) : Jack Messenkott
- 1980 : L'Île fantastique (Fantasy Island) (série TV) : George Reardon
- 1980 : Chips (CHIP's) (série TV) : Steve Marshall
- 1981 : L'Île fantastique (Fantasy Island) (série TV) (2 épisodes) : Peter Styles / Greg Randolph
- 1983 : Automan (série Tv) : Martin Wills
- 1983 : K 2000 (Knight Rider) (série TV) : Gilbert Cole
- 1984 : Hôtel (série TV) : Ron Bowman
- 1984 : L'Île fantastique (Fantasy Island) (série TV) : Walter Fielding
- 1984 : E/R (série TV) : Robert
- 1984 : SOS otages (Rearview Mirror) (téléfilm) de Lou Antonio : Roger Seton
- 1985 : L'Homme qui tombe à pic (The Fall Guy) (série TV) : Mickey
- 1985 : Les deux font la paire (Scarecrow and Mrs. King) (série TV) : Larry Credle
- 1985 : Harry Fox, le vieux renard (Crazy Like a Fox) (série TV) : rôle sans nom
- 1985 : K 2000 (Knight Rider) (série TV) : Harley Freeman
- 1985-1987 : Hôpital central (série TV) : Docteur Buzz Stryker
- 1988 : Perry Mason : La femme qui en savait trop (Perry Mason : The Case of the Avenging Ace) (téléfilm) de Christian Nyby II : Général Hobart
- 1988 : High Mountain Rangers (série TV) : Jack Rassy
- 1989-1991 : MacGyver (série TV) :
  - (saison 4, épisode 10 "Fraternité voleurs") : Colonel John Collins
  - (saison 7, épisode 3 "Obsession") : Bob Stryke
- 1989 : Live-In (série TV) : Professeur Hamilton
- 1989 : Arabesque (Murder She Wrote) (série TV) : Andrew Hudson
- 1989 : Matlock (série TV) : Phillip Slayton
- 1989 : Rick Hunter (Hunter) (série TV) : Bart Muller
- 1990 : Rock Hudson: La double vie d'une star (Rock Hudson) (téléfilm) de John Nicolella : John Frankenheimer
- 1990 : Dallas (série TV) (4 épisodes) : Docteur Patrick Knelman
- 1990 : The Outsiders (série TV) : rôle sans nom
- 1990 : Perry Mason : La gamine insupportable (Perry Mason : The Case of the Defiant Daughter) (téléfilm) de Christian Nyby II : Sergent Hollenbeck
- 1990 : Dans la chaleur de la nuit (In the Heat of the Night) (série TV) : Samuel Dortland
- 1991 : Arabesque (Murder She Wrote) (série TV) : Elton Summers
- 1992 : Original Intent (téléfilm) de Robert Marcarelli : Le présentateur des nouvelles
- 1993 : Le retour de L'Homme de fer (The Return of Ironside) (téléfilm) de Gary Nelson : Ed Brown